# Vesicaperla kuscheli
Vesicaperla kuscheli är en bäcksländeart som beskrevs av Mclellan 1977. Vesicaperla kuscheli ingår i släktet Vesicaperla och familjen Gripopterygidae. Inga underarter finns listade i Catalogue of Life.